# Vir (otok)
Koordinati:   44°19′02″N, 15°04′05″E
Vir (italijansko Puntadura, latinsko: Vera) je otok in istoimensko naselje v Severni Dalmaciji. Leži zahodno od Paga, od katerega ga ločuje Ninski zaliv. S celino je v bližini naselja Privlaka preko preliva Privlački gaz povezan s krajšim mostom.

## Geografija
Površina otoka je 22,07 km², dolžina obale meri 31,940 km. Otok leži zahodno od skrajnega južnega dela Paga v Dalmaciji. Vir je severozahodno nadaljevanje Privlačkega polotoka, od katerega ga deli ozka in plitva Privlačka plitvina. Plitvino so v času Avstro-Ogrske poglobili tako, da so skoznjo omogočili plovbo manjšim
ladjam. Sedaj je otok s celino povezan z mostom zgrajenim na enajstih stebrih.
Na otoku se nahaja naselje Vir. Zahodni del otoka pokriva vrsta apnenčastih gričev: Barbenjak (116 mnm), Bandira (vrh: sv. Juraj) (visok 112 mnm), Vranjak (110 mnm). Otoške obale so slabo razčlenjene, le severovzhodna je bolj razvejana in se blago spušča proti morju, ki je v obalnem področju pokrito s finim peskom. Edino naselje  na otoku  leži ob obali zaliva Sapavac s plitko peščeno plažo. Iz Vira se vidi vse do Paga in na "visoko morje" vse do otokov Ugljan, Rivanj, Molat in Ist.
Na Viru se nahajajo le tri naselja. Istoimeski Vir na vzhodu, Puntadura na jugu in Lozice na severu otoka.
Na zahodni obali otoka stoji svetilnik, ki oddaja svetlobni signal: B Bl 10s. Nazivni domet svetilnika je 11 milj.

## Zgodovina
Vir (otok) se v starih listinah prvič omenja leta 1069, naseljen pa je bil že v prazgodovinskem času, na kar kažejo ostanki ilirskih zgradb in grobov. Na vrhu Sv. Juraj so ohranjeni ostanki temeljev enokrilne predromanske cerkvice. Tudi v naselju Vir so odkrili ostanke temeljev enoladijske predromanske cerkvice sv. Nikole, na pokopališču pa stoji romanska cerkvica sv. Ivana iz 12. do 13. stol. Nedaleč stran od pokopališča, na obali, so ruševine beneške utrdbe iz 17. stol. in dveh stolpov.